# Samuel Kopásek
Samuel Kopásek (Čadca, 22 maggio 2003) è un calciatore slovacco, difensore dello Žilina.

## Carriera

### Club
Kopásek è cresciuto nel settore giovanile dello Žilina ed ha firmato il suo primo contratto professionistico il 25 marzo 2022. Ha debuttato in prima squadra il 4 maggio seguente nell'incontro di Superliga perso 3-0 contro il Ružomberok. Nell'agosto del 2023 è stato ceduto in prestito al Tatran Prešov per giocare con maggior costanza, ed al suo rientro al club gialloverde è stato definitivamente promosso in prima squadra.

### Nazionale
Ha giocato nelle nazionali giovanili slovacca Under-15, Under-16, Under-17, Under-18, Under-19, Under-20 ed Under-21.
Nel 2023 è stato selezionato dalla Slovacchia Under-20 per disputare il Campionato mondiale di calcio Under-20 2023.

## Statistiche

### Presenze e reti nei club
Statistiche aggiornate al 9 novembre 2024.
| Stagione         | Squadra          | Campionato       | Campionato | Campionato | Coppe nazionali | Coppe nazionali | Coppe nazionali | Coppe continentali | Coppe continentali | Coppe continentali | Altre coppe | Altre coppe | Altre coppe | Totale | Totale | Totale |
| Stagione         | Squadra          | Comp             | Pres       | Reti       | Comp            | Pres            | Reti            | Comp               | Pres               | Reti               | Comp        | Pres        | Reti        | Pres   | Reti   |        |
| ---------------- | ---------------- | ---------------- | ---------- | ---------- | --------------- | --------------- | --------------- | ------------------ | ------------------ | ------------------ | ----------- | ----------- | ----------- | ------ | ------ | ------ |
| 2020-2021        | Žilina II        | 1L               | 3          | 0          | -               | -               | -               | -                  | -                  | -                  | -           | -           | -           | 3      | 0      |        |
| 2021-2022        | Žilina II        | 1L               | 6          | 0          | -               | -               | -               | -                  | -                  | -                  | -           | -           | -           | 6      | 0      |        |
| 2022-2023        | Žilina II        | 1L               | 23         | 1          | -               | -               | -               | -                  | -                  | -                  | -           | -           | -           | 23     | 1      |        |
| ago. 2023        | Žilina II        | 1L               | 4          | 2          | -               | -               | -               | -                  | -                  | -                  | -           | -           | -           | 4      | 2      |        |
| Totale Žilina II | Totale Žilina II | Totale Žilina II | 36         | 1          |                 | -               | -               |                    | -                  | -                  |             | -           | -           | 36     | 1      |        |
| 2021-2022        | Žilina           | SL               | 4          | 0          | CS              | 0               | 0               | UECL               | 0                  | 0                  | -           | -           | -           | 4      | 0      |        |
| 2022-2023        | Žilina           | SL               | 8          | 0          | CS              | 2               | 0               | -                  | -                  | -                  | -           | -           | -           | 10     | 0      |        |
| ago. 2023        | Žilina           | SL               | 1          | 0          | CS              | 1               | 0               | UECL               | 0                  | 0                  | -           | -           | -           | 2      | 0      |        |
| 2023-2024        | Tatran Prešov    | 1L               | 15         | 1          | CS              | 1               | 0               | -                  | -                  | -                  | -           | -           | -           | 16     | 1      |        |
| 2024-2025        | Žilina           | SL               | 13         | 1          | CS              | 3               | 0               | -                  | -                  | -                  | -           | -           | -           | 16     | 1      |        |
| Totale Žilina    | Totale Žilina    | Totale Žilina    | 26         | 1          |                 | 6               | 0               |                    | 0                  | 0                  |             | -           | -           | 32     | 1      |        |
| Totale carriera  | Totale carriera  | Totale carriera  | 77         | 2          |                 | 7               | 0               |                    | 0                  | 0                  |             | -           | -           | 84     | 2      |        |